# ソルトレイク・ビーズ
ソルトレイク・ビーズ（英語: Salt Lake Bees）は、アメリカ合衆国ユタ州ソルトレイクシティに本拠地を置くマイナーリーグの野球チーム。メジャーリーグのロサンゼルス・エンゼルス傘下AAA級チームで、パシフィック・コーストリーグ東地区に所属している。
メジャーリーグベースボールのロサンゼルス・エンゼルス傘下AAA級チームで、パシフィックコーストリーグに所属している。本拠地球場はスミスズ・ボールパーク（旧フランクリン・コビー・フィールド）。チーム名は1994年から2000年まではソルトレイク・バズ、2001年から2005年まではソルトレイク・スティンガーズ、2006年からはソルトレイク・ビーズと称している。

## 歴史
1994年、元メジャーリーガーでポートランド・ビーバーズ（現在エル・パソ・チワワズと名乗っている元ビーバーズとは別のチーム）のオーナー、ジョー・バザスがビーバーズをユタ州のソルトレイクシティに移転させ、「ソルトレイク・バズ」に改名。ビーバーズ時代に続きミネソタ・ツインズと提携。
2001年、「バズ」というマスコットを所有していたジョージア工科大学が商標登録で球団を相手に訴訟を起こしたため、球団は「ソルトレイク・スティンガーズ」にチーム名を変更した。この年からロサンゼルス・エンゼルスと提携している。
2003年、オーナーのバザスが死去したため、NBA所属ユタ・ジャズのオーナー、ラリー・H・ミラーが球団を買収。
2006年、チーム名を「ソルトレイク・ビーズ」に変更し、チームカラー、ユニフォームを一新した。
2009年、オーナーのラリー・H・ミラーが死去したため、オーナーに妻のゲイル・ミラーが就任。

## 選手名鑑

### 現役選手
| 投手 - -- エイドリアン・アルメイダ (Adrian Almeida) - -- アベル・デロスサントス (Abel De Los Santos) - 37 タイラー・デローチ (Tyler DeLoach) - -- コディ・イギー (Cody Ege) - -- ドリュー・ガニオン (Drew Gagnon) - -- デオリス・ゲラ (Deolis Guerra) - -- ジョン・ラム (John Lamb) - -- グレッグ・マーリー (Greg Mahle)* - -- アレックス・メイヤー (Alex Meyer)* - -- ジャスティン・ミラー (Justin Miller) - -- バド・ノリス (Bud Norris) - -- ヤスメイロ・ペティット (Yusmeiro Petit) - -- ブルックス・パウンダーズ (Brooks Pounders)* - 28 トロイ・スクリブナー (Troy Scribner) - -- ネイト・スミス (Nate Smith)* - -- ホセ・バルデス (Jose Valdez) - -- ブレイン・ウェラー (Blayne Weller) - -- ダニエル・ライト (Daniel Wright)* | 投手 - -- エイドリアン・アルメイダ (Adrian Almeida) - -- アベル・デロスサントス (Abel De Los Santos) - 37 タイラー・デローチ (Tyler DeLoach) - -- コディ・イギー (Cody Ege) - -- ドリュー・ガニオン (Drew Gagnon) - -- デオリス・ゲラ (Deolis Guerra) - -- ジョン・ラム (John Lamb) - -- グレッグ・マーリー (Greg Mahle)* - -- アレックス・メイヤー (Alex Meyer)* - -- ジャスティン・ミラー (Justin Miller) - -- バド・ノリス (Bud Norris) - -- ヤスメイロ・ペティット (Yusmeiro Petit) - -- ブルックス・パウンダーズ (Brooks Pounders)* - 28 トロイ・スクリブナー (Troy Scribner) - -- ネイト・スミス (Nate Smith)* - -- ホセ・バルデス (Jose Valdez) - -- ブレイン・ウェラー (Blayne Weller) - -- ダニエル・ライト (Daniel Wright)* | 捕手 - -- トニー・サンチェス (Tony Sanchez) - -- マリオ・サンジャー (Mario Sanjur) 内野手 - 4 ティム・アラカワ (Tim Arakawa) - 7 シャーマン・ジョンソン (Sherman Johnson) - -- レイ・ナバーロ (Rey Navarro) - 6 アンヘル・ロサ (Angel Rosa) - -- マット・ウィリアムズ (Matt Williams) 外野手 - 5 フォーレセット・オールデイ (Forrestt Allday) - -- ラモン・フローレス (Ramón Flores) - -- ライアン・ラマー (Ryan LaMarre)* - -- シェーン・ロビンソン (Shane Robinson) | 捕手 - -- トニー・サンチェス (Tony Sanchez) - -- マリオ・サンジャー (Mario Sanjur) 内野手 - 4 ティム・アラカワ (Tim Arakawa) - 7 シャーマン・ジョンソン (Sherman Johnson) - -- レイ・ナバーロ (Rey Navarro) - 6 アンヘル・ロサ (Angel Rosa) - -- マット・ウィリアムズ (Matt Williams) 外野手 - 5 フォーレセット・オールデイ (Forrestt Allday) - -- ラモン・フローレス (Ramón Flores) - -- ライアン・ラマー (Ryan LaMarre)* - -- シェーン・ロビンソン (Shane Robinson) |
| * 40人ロースター 2017年3月29日更新 [公式サイト(英語)より：ロースター 選手の移籍・故障情報] | | | |

### 過去の主な所属選手
- デビッド・エクスタイン
- アービン・サンタナ
- ブランドン・ウッド
- ニック・エイデンハート
- ショーン・ロドリゲス
- ピーター・ボージャス
- ハンク・コンガー
- マーク・トランボ
- マイク・トラウト
- ケンドリス・モラレス

### 監督・コーチ
| 背番号 | 国籍               | 役職       | 選手名                             |
| 21     | アメリカ合衆国の旗 | 監督       | キース・ジョンソン (Keith Johnson) |
| --     | アメリカ合衆国の旗 | 打撃コーチ | ルー・マーソン (Lou Marson)        |
| 41     | アメリカ合衆国の旗 | 投手コーチ | エリック・ベネット (Erik Bennett)  |